# Kiskalocsa
Kiskalocsa település Romániában, Szilágy megyében.

## Fekvése
Csákigorbótól délkeletre, Füzesszentpéter, Csernek és Paptelke közt fekvő település.

## Története
Kiskalocsa (Kalocsa) nevét 1312-ben említette először oklevél Kalucha néven.
1348-ban Kalacha, 1591-ben Kalochya, 1696-ban Kalacsa néven írták.
Első birtokosai a Szil (Zyl) egykori várjobbágy nemzetség tagjai voltak.
- 1312-ben a Zyl nemzetségből származó Gotthárd fia Péter, Nemes János és annak fia Péter birtoka volt, azonban ők birtokaikat később – gyilkosságok miatt – kénytelenek voltak átengedni a velük egy nemzetségből származó Kalocsai Olivérnek és rokonainak fiának Kalocsnak (Kalacs) és testvérének fiainak. A későbbiekben a település az ő birtokuk maradt 1370-ig.
- 1370-ben azonban Kalacs fiú utód nélküli halála után I. Lajos király Kalacs leányát fiúsította.
- 1509-ben Bebek János birtoka volt, aki azt Somi Józsának adta zálogba.
- 1535-ben Bebek Imre a birtok negyedrészét Balassa Imrének és nejének Somi Annának adta el, aki azt férjére Patócsy Boldizsárra hagyta.
- 1590-ben Balassa Margit gyermekei osztoztak a birtokon.
- 1632-ben Kún Gotthárd és Wesselényi Boldizsár özvegyének birtoka volt.
- 1668-ban Kornis Ferencnek, 1678-ban pedig a Sárközi családnak is volt itt részbirtoka.
- 1694-ben Bánffy Mihály, Wass György és Dániel, Daczó Ferenc, Horváth Miklós és özv. Daczó Györgyné birtoka volt.
- 1715-ben Wass Dániel, Haller György, Ördög Ferenc, Petki Nagy Gáborné birtoka volt.
- 1727-ben gróf Bethlen János és neje Alvinczi Erzsébet gyermekei osztoztak meg itteni birtokaikon.
- 1863-ban úrbéri kárpótlásban részesültek itt báró Huszár Károly, Leményi Pap Ferenc, Máiaffy Anna, Sikó Miklós, Csákó Borbála és Mihály, Baranyai Klára és más családok.
- 1891-ben 888 lakosából 1 római katolikus, 851 görögkatolikus, 38 izraelita volt.
- 1898-ban Mihály János, Somogyi István vásárlás, Zamberer József nemes Józseftől szintén vásárlás útján volt itt birtokos.

Kiskalocsa ekkor Szolnok-Doboka vármegye Csákigorbói járásához tartozott.
- 1910-ben végzett népszámláláskor 975 lakosa volt, melyből 2 magyar, 15 német, 958 román volt. Ebből 958 görögkatolikus, 15 izraelita volt.

## Nevezetességek
- Görögkatolikus temploma.